# 豬苓
豬苓（Polyporus umbellatus），亦称野猪粪，或稱地烏桃、豬茯苓、豬靈芝、猳豬矢、豕橐等。生于长有蜜环菌的阔叶树的根部。
种名umbellatus意为伞形菌盖。
地下有多年生菌核，如薯蓣块状，表面棕黑色至灰黑色，子实体生菌核上。菌柄多回分枝形成一丛伞状菌盖，菌蓋棕黑或深褐色、被覆深色細鱗。切面白或淡黃色。
夏季於樺、柞、楓樹上群生，主产于中国山西、陕西、四川、云南、贵州、湖北等地。

## 用途
猪苓子體幼嫩時可食用，味鮮美。地下菌核黑色，為中藥所用部位。
性平、味甘。歸腎、膀胱經。
功能利水渗湿，主治小便不利、淋沥热痛、水肿等症。與茯苓相比利尿作用更強，但無補益功效。

## 延伸阅读
[在维基数据编辑]
 《欽定古今圖書集成·博物彙編·草木典·豬苓部》，出自陈梦雷《古今圖書集成》
 《植物名實圖考·豬苓》，出自吳其濬《植物名實圖考》

## 外部連結
- 豬苓 中藥材圖像數據庫  (香港浸會大學中醫藥學院) （中文）（英文）
- 豬苓 Zhu Ling （页面存档备份，存于） 中藥標本數據庫 (香港浸會大學中醫藥學院) （繁體中文）（英文）